# Lijst van poolbiljarters
| Naam                 | Nationaliteit    | Geboortedatum     | Sterfdatum        |
| -------------------- | ---------------- | ----------------- | ----------------- |
| Johnny Archer        | Verenigde Staten | 12 november 1968  |                   |
| Nick van den Berg    | Nederland        | 24 mei 1980       |                   |
| Torbjörn Blomdahl    | Zweden           | 26 oktober 1962   |                   |
| Shane Van Boening    | Verenigde Staten | 14 juni 1983      |                   |
| Francisco Bustamante | Filipijnen       | 29 december 1963  |                   |
| Corey Deuel          | Verenigde Staten | 20 november 1977  |                   |
| Tony Drago           | Malta            | 22 september 1965 |                   |
| Thomas Engert        | Duitsland        | 23 oktober 1965   |                   |
| Niels Feijen         | Nederland        | 3 februari 1977   |                   |
| Chao Fong-pang       | Taiwan           | 15 september 1967 |                   |
| Buddy Hall           | Verenigde Staten | 29 mei 1945       | 22 mei 2025       |
| Thorsten Hohmann     | Duitsland        | 14 juli 1979      |                   |
| Allen Hopkins        | Verenigde Staten | 18 november 1951  |                   |
| Raj Hundal           | Engeland         | 30 september 1981 |                   |
| Mika Immonen         | Finland          | 17 december 1972  |                   |
| Mike Lebrón          | Puerto Rico      | 31 maart 1954     |                   |
| Alex Lely            | Nederland        | 30 juni 1973      |                   |
| Rodney Morris        | Verenigde Staten | 25 november 1970  |                   |
| Willie Mosconi       | Verenigde Staten | 27 juni 1913      | 12 september 1993 |
| Ronnie O'Sullivan    | Engeland         | 14 juni 1964      |                   |
| Dennis Orcollo       | Filipijnen       | 28 januari 1979   |                   |
| Oliver Ortmann       | Duitsland        | 11 juni 1967      |                   |
| Alex Pagulayan       | Filipijnen       | 25 juni 1978      |                   |
| Daryl Peach          | Engeland         | 8 maart 1972      |                   |
| Efren Reyes          | Filipijnen       | 26 augustus 1954  |                   |
| Huidji See           | Nederland        | 30 mei 1981       |                   |
| Mike Sigel           | Verenigde Staten | 1972              |                   |
| Ralf Souquet         | Duitsland        | 29 november 1968  |                   |
| Earl Strickland      | Verenigde Staten | 8 juni 1961       |                   |
| Nick Varner          | Verenigde Staten | 15 mei 1948       |                   |